# Meconopsis autumnalis
Espèce
Meconopsis autumnalis est une espèce de plantes à fleurs de la famille des Papaveraceae (famille des Pavots), appartenant à la série Robustae. C'est une plante herbacée endémique de la région de Ganesh Himal au centre du Népal, où il a été découvert en 2008 lors d'une expédition de recherche menée par l'Université d'Aberdeen. Elle possède des fleurs blanches tirant vers le jaune. En plus de plusieurs caractéristiques morphologiques, l'espèce se caractérise par sa floraison tardive (comme en témoigne l'étymologie spécifique). Des spécimens de M. autumnalis avaient déjà été recueillis à deux reprises par le botaniste J. D. A. Stainton lors d'une expédition menée au Népal en 1962.